# Автошлях Т 1205
Автошля́х Т 1205 — автомобільний шлях територіального значення в Кіровоградській області. Проходить територією Кропивницького та Олександрійського районів через Кропивницький — Нову Прагу — Олександрійське — Олександрію. Загальна довжина — 59,3 км.

## Маршрут
Автошлях проходить через такі населені пункти:
| Автошлях Т 1205        |            |
| Кіровоградська область |            |
| Кропивницький район    |            |
| Кропивницький          | E50E584М12 |
| Аджамка                |            |
| Медерове               |            |
| Знам'янський район     |            |
| Васине                 |            |
| Олександрійський район |            |
| Нова Прага             |            |
| Олександрійське        |            |
| Олександрія            | E50        |